# Noël Foré
Noël Foré (ur. 23 grudnia 1932 w Adegem, zm. 16 lutego 1994 w Gandawie) – belgijski kolarz szosowy, torowy i przełajowy, brązowy medalista szosowych mistrzostw świata.

## Kariera
Największy sukces w karierze Noël Foré osiągnął w 1959 roku, kiedy zdobył brązowy medal w wyścigu ze startu wspólnego podczas szosowych mistrzostw świata w Zandvoort. W zawodach tych wyprzedzili go jedynie Francuz André Darrigade oraz Włoch Michele Gismondi. Był to jednak jedyny medal wywalczony przez niego na międzynarodowej imprezie tej rangi. Ponadto wygrał między innymi Driedaagse van West-Vlaanderen i Dwars door Vlaanderen w 1957 roku, Dookoła Belgii i Gandawa-Wevelgem w 1958 roku, Paryż-Roubaix i Halle-Ingooigem w 1959 roku, Dookoła Belgii i Paryż-Bruksela w 1962 roku, Kuurne-Bruksela-Kuurne, E3 Harelbeke i Ronde van Vlaanderen w 1963 roku, a w 1967 roku był najlepszy w Rund um Köln. Dwukrotnie startował w Tour de France, ale w obu przypadkach nie ukończył rywalizacji. W 1960 roku wziął też udział w Vuelta a España, ale także tego wyścigu nie ukończył. Nigdy nie wystąpił na igrzyskach olimpijskich. W 1961 roku zdobył brązowy medal w madisonie podczas torowych mistrzostw Belgii. Startował także w kolarstwie przełajowym, ale bez większych sukcesów. W 1968 roku zakończył karierę.